# 郵政国会
郵政国会（ゆうせいこっかい）は、郵政民営化法案が審議採決された第162回通常国会と第163回特別国会の通称。

## 経緯

### 第162回通常国会

#### 衆議院・自民党内での審議・可決
2005年1月21日、小泉純一郎内閣総理大臣は施政方針演説で通常国会で郵政民営化法案を提出することを宣言。
3月から4月にかけて自民党部会で議論に入る。4月26日、自民党郵政合同部会で園田博之座長が「党五役と政府の合意事項を反映した法案にはいくつか問題がある。法案の修正を前提として部会了承としたい」として、部会での議論を打ち切った。
5月20日、衆議院本会議において「郵政民営化に関する特別委員会」が設置された。その後、5月26日、衆議院本会議において、内閣提出の郵政6法案（郵政民営化法案・日本郵政株式会社法案・郵便事業株式会社法案・郵便局株式会社法案・独立行政法人郵便貯金・簡易生命保険管理機構法案・郵政民営化法等の施行に伴う関係法律の整備等に関する法律案）の趣旨説明が竹中平蔵郵政民営化担当大臣によって行われた。6月17日、自民党参議院執行部の意向により、55日間の会期延長を衆議院本会議で決議。これによって会期終了日は6月19日から8月13日となった。
6月28日、自由民主党総務会において持株会社による郵便貯金銀行と郵便保険会社の株式の継続保有を可能とする修正案が提示される。久間章生総務会長の議事の元で修正案が全会一致の慣例を直前に変更して、初の多数決採決により賛成7票・反対5票で可決された（内訳は#自民党総務会での採決を参照）。自民党は党則において総務会決議は多数決採決と明記されているが、禍根を残さないために事前の根回しを経て全会一致の可決が慣例であった。
衆議院郵政民営化に関する特別委員会において、反対派の委員を賛成派の委員に差し替えた後で、7月4日に委員会採決を行い可決された。その際、郵政民営化法案は自民党総務会決議の意向に沿う形で与党である自民党および公明党によって一部修正された。7月5日、本会議で採決が行われた。自民党から反対37票・棄権14票と造反が出たが、賛成233票・反対228票という僅差で可決された（内訳は#郵政法案に反対・棄権した自民党議員を参照）。
与党以外は坂本哲志（自民系無所属）が賛成票を投じ、産休によって高井美穂（民主）が、療養中を理由に徳田虎雄（自由連合）が欠席した以外は、全員反対票を投じた。
小泉純一郎総理は票差が5票だったことを受けて「際どい勝負だったね」と記者団に語った。反対派の亀井静香は「第一ラウンド（衆議院）はノックアウトできなかったが、第二ラウンド（参議院）はノックアウトさせる」と参議院での廃案化に意欲を示した。

#### 参議院での審議・否決
7月6日、小泉は、参議院で否決された場合ただちに衆議院を解散して総選挙を行い、民意を問うと明言。
「小泉自由民主党体制・郵政民営化」反対派は、「王道会」という勉強会を作った。会長には綿貫民輔が就任した。7月14日の勉強会では衆議院議員49名、参議院議員10名が出席した。ただ、この時の参議院自民党には衆議院における綿貫民輔や亀井静香のような大物議員がおらず、参議院自民党において法案反対結集勢力のリーダーが存在しない状況であり、法案可決成立は微妙であった。
7月13日、参議院で郵政民営化法案の審議が開始された。また、同日、自民党の衆議院議員13名によって、「党内融和」を目的とする会合が開かれた。この会合では、「かつて自由民主党が野党になった時の惨憺たる経験を繰り返してはならない」という方針のもと、参議院で郵政民営化法案が否決された場合、衆議院解散・総選挙を回避する様に求めた。その際、反対派の議員たちは、自民党執行部からの賛成の説得を受けないようにすべく、直前まで反対を明言しない、「ステルス作戦」を行うようになる。また会合には法学者の長谷部恭男が招かれ、長谷部は参議院で法案が否決されたから衆議院を解散するのは憲法違反だと述べ、出席者の大きな共感を呼ぶ。
7月20日には、小泉は「今のところ確実に反対するのが10人前後、反対の可能性のある人は20人前後ではないか」という票読みをした。同日、青木幹雄党参議院議員会長（執行部・郵政民営化賛成派）と綿貫民輔（郵政民営化反対派）らが東京都内で会食を行っている。
また、参議院での採決が近づくにつれ、「（民営化法案が廃案になった際の）衆議院解散」の方に議員の関心が傾いていった。同時に、自民党内からは、「解散反対」の意見が噴出した。
- 一部反対議員からは自民党両院議員総会で小泉総裁を解任する構想もあがったが、衆議院解散を小泉のブラフと考えていたことと後任総裁が決まらなかったこともあり、実際には行われなかった（なお、党総裁を解任されても総理の在任には法的に影響しないため衆院解散そのものは可能。しかし、小泉は党首脳としての権限を振るうことはできなくなるし、郵政民営化反対議員への配慮がある自民党新執行部体制になれば、解散総選挙で郵政民営化反対衆議院議員が自民党非公認として冷遇されることもなかった）。
- 代わりに、参議院本会議採決に持ち込まれた場合、郵政民営化法案をできるだけ大差で否決させて、小泉首相に解散を思いとどまらせようとする案が浮上していた（衆議院解散は内閣の意向によって行われるため、参議院での採決に関わらず法的に阻止できない）。
- また、天皇の国事行為である衆議院解散に当たっては、国事行為に関する助言・承認の主体としての内閣における全会一致が必要であったため、決定文書への署名を拒否することを国務大臣に促す案も浮上した（閣僚が衆議院解散に関する閣議決定文書に署名を拒否をしても、内閣総理大臣が閣僚を罷免して当該閣僚を兼任すれば[2]、衆議院解散を法的に阻止する方法は存在しない。内閣総理大臣のみの一人内閣でも解散の閣議決定は可能である）。

8月1日、自民党総務会決議で反対票を投じたが衆議院本会議で賛成票を投じた自民党の永岡洋治衆議院議員が、自宅にて自殺をしていたのが発見された。
8月5日、参議院郵政民営化特別委員会において採決され、自民党および公明党の賛成多数で可決された。その際、郵便局のネットワーク維持や日本郵政公社の分割民営化後も、一体経営を確保するための配慮を政府に求める計18項目の附帯決議を採択した。これは、郵政民営化反対派に対する配慮として注目された。
なお、同日、自由民主党の中曽根弘文参議院議員（中曽根康弘元首相の長男であり参議院亀井派の会長）は、「議会制民主主義の危機であり、法案に反対する。今こそ参議院議員一人ひとりが良識と自らの信念に従って判断し行動すべき。」と宣言した。自民党執行部は、「中曽根弘文参院議員は法案賛成にまわり、反対派を牽制してくれる」と考えていたため、この「反対」の意志を示したことは執行部にとって想定外であった。また、中曽根が反対派に回ったことで、中曽根が参議院における反対結集勢力のリーダー的存在となり、否決の公算が一気に強くなっていった。
自民党内では解散総選挙をすれば党内に遺恨を残し、選挙で自民党が負けて下野するとの懸念があったため、法案修正案や継続審議案などによる解散回避論が高まっていた。また衆議院を解散しても参議院の構成が変わらないため衆議院解散の意味がないと、小泉首相の解散論を批判する声もあがった（当時は衆議院での再可決に必要となる「3分の2」以上の衆議院議席を与党が獲得することは非現実的と思われていた）。
首相出身派閥領袖である森喜朗前首相が小泉首相に解散回避への直談判をするも、小泉首相は今国会での法案成立への決意を変えることはなく説得は失敗に終わった。その際、森は「寿司でもとってくれるのかと思ったが、これしか出なかった」と、缶ビールとチーズを記者団の前に差出し、自分への対応をマスコミに公開し、首相が本気だということをアピールした。小泉はかねてから立法と行政のより明確な権力の分立をめざしていた。官邸主導、自民党をぶっ壊すなどと言った小泉の言葉はこれを端的に示している。したがって従来の首相であれば、首相経験者かつ派閥領袖の説得に屈してしまい解散を断念していたであろう可能性もあったが、小泉は断固として拒否した。
8月8日、参議院本会議で郵政法案に対する投票が行われた。この法案の成否が政局になると考えられたため、2005年4月から療養中で登院していなかった社民党の田英夫も出席して反対票を投じた。自民党から反対22票・棄権8票が出て、賛成108票・反対125票で否決された（内訳は#郵政法案に反対・棄権した自民党議員を参照）。衆議院で可決された法案が、参議院本会議で否決されたのは6例目であった。

#### 衆議院解散
内閣総理大臣小泉純一郎は、参議院での郵政民営化法案否決を受け、衆議院解散を決意。同日、解散の詔書が発せられ衆議院議員総選挙となった。

### 第163回特別国会
第44回衆議院議員総選挙では、自民党は造反した国会議員を候補者にせず、郵政民営化賛成派候補（新人を含む）を公認・擁立した。その結果、自民党は296議席を獲得する大勝をおさめ、公明党の31議席とあわせて与党で衆議院議員定数の3分の2にあたる320議席を上回る327議席を獲得した。
これにより、衆議院の優越によって仮に再度衆議院で法案が可決され、参議院で法案が否決された場合でも、衆議院で3分の2以上の賛成で再可決させることができるようになった。この結果を受けて、参議院で郵政民営化法案に反対票を投じた議員も「この結果が国民の民意である」として、賛成に回ることを表明する議員が現れ、郵政民営化法案を通す土壌は完全に整った。
9月17日未明の持ち回り閣議で、第163回特別国会が9月21日に召集されることが決まった（会期は11月1日までの42日間）。首班指名選挙（小泉が3度目の首班に指名）の後、内閣は郵政民営化法案を再提出した。参議院自民党が「造反議員が賛成票を投じやすいこと」を理由に郵政法案の参議院先議論が出たりしたが、衆議院執行部や公明党が難色を示し、衆議院先議となった。
民主党も郵政改革法案を提出し対案を示したが、衆議院本会議で否決され廃案となった。内閣提出の郵政民営化法案は衆議院本会議で10月11日に賛成338票・反対138票で可決、参議院本会議で10月14日に賛成134票・反対100票で可決され、法案は成立した。この採決では前回反対した自民党の造反議員の多くが賛成に回り、衆議院では無所属の江田憲司・徳田毅・中村喜四郎も賛成票を投じた（詳細は#2回目の投票で反対・棄権した前回の造反議員を参照）。
10月21日、自民党は選挙に際し離党し新党結成に参加した元所属議員の処分を下し、10月28日には、続いて新党組以外の造反議員に対する処分を下した（#郵政民営化法案に反対した自民党議員の処分を参照）。

## 議員の動向

### 自民党総務会での採決
- 賛成（7名）
  - 尾身幸次、三ッ林隆志、亀井善之、他4人
- 反対（5名）
  - 藤井孝男、野田毅、高村正彦、村井仁、永岡洋治
- 欠席・棄権（19名） 
  - 亀井静香など

### 郵政法案に反対・棄権した自民党議員
| 派閥         | 衆議院 | 衆議院                                   | 参議院 | 参議院                              |
| 派閥         | 反対 | 棄権・欠席                               | 反対 | 棄権・欠席                          |
| ------------ | --- | ---------------------------------------- | --- | ----------------------------------- |
| 橋本派       | 野呂田芳成 津島恭一 小泉龍司 保坂武 八代英太 綿貫民輔 村井仁 藤井孝男 小西理 滝実 森岡正宏 今村雅弘 保利耕輔 古川禎久 森山裕 松下忠洋 | 小渕優子 斉藤斗志二 佐藤信二             | 田村公平 河合常則 吉村剛太郎 岩永浩美 長谷川憲正                                                          | 北岡秀二 野村哲郎                   |
| 森派         | 城内実 | 中村正三郎                               | － | －                                  |
| 亀井派       | 山下貴史 小林興起 松宮勲 古屋圭司 青山丘 川上義博 平沼赳夫 亀井静香 能勢和子 武田良太 衛藤晟一 江藤拓                                 | 柳本卓治                                 | 狩野安 倉田寛之 大野つや子 柏村武昭 後藤博子 桜井新 魚住汎英 中川義雄 中曽根弘文 亀井郁夫 秋元司 荒井広幸 | －                                  |
| 旧堀内派     | 堀内光雄 田中英夫 左藤章 | 北村直人 近藤基彦 望月義夫 福井照 古賀誠 | 真鍋賢二 田浦直 田中直紀                                                                                  | 荒井正吾 松山政司 大仁田厚 水落敏栄 |
| 山崎派       | 自見庄三郎 | 渡辺具能 野田毅                          | － | 山内俊夫                            |
| 高村派       | － | 高村正彦                                 | － | －                                  |
| 河野グループ | 亀井久興 | －                                       | － | 浅野勝人                            |
| 無派閥       | 野田聖子 熊代昭彦 山口俊一 | 梶山弘志                                 | 鴻池祥肇 二之湯智                                                                                         | －                                  |

### 2回目の投票で反対・棄権した前回の造反議員
| 党派              | 衆議院                     | 衆議院     | 参議院     | 参議院   |
| 党派              | 反対                       | 棄権       | 反対       | 棄権     |
| ----------------- | -------------------------- | ---------- | ---------- | -------- |
| 国民新党          | 綿貫民輔 亀井静香 亀井久興 | －         | 長谷川憲正 | －       |
| 新党日本          | 滝実                       | －         | 荒井広幸   | －       |
| 旧橋本派          | －                         | 野呂田芳成 | －         | －       |
| 伊吹派 （亀井派） | 平沼赳夫                   | －         | －         | 亀井郁夫 |

注：自民党の公認が得られなかったために無所属として立候補をした場合は衆議院解散前の所属派閥とした。

### 郵政民営化法案に反対した自民党議員の処分
| 党派              | 衆議院                              | 衆議院                                                                                       | 衆議院                                   | 参議院     | 参議院   | 参議院              | 参議院                                                              | 参議院                              |
| 党派              | 除名                                | 離党勧告                                                                                     | 戒告                                     | 除名       | 離党勧告 | 党員資格 停止1年    | 党役職 停止1年                                                      | 戒告                                |
| ----------------- | ----------------------------------- | -------------------------------------------------------------------------------------------- | ---------------------------------------- | ---------- | -------- | ------------------- | ------------------------------------------------------------------- | ----------------------------------- |
| 国民新党          | 綿貫民輔 亀井静香 亀井久興 津島恭一 | －                                                                                           | －                                       | 長谷川憲正 | －       | －                  | －                                                                  | －                                  |
| 新党日本          | 滝実 青山丘 小林興起                | －                                                                                           | －                                       | 荒井広幸   | －       | －                  | －                                                                  | －                                  |
| 旧橋本派          | 野呂田芳成                          | 保利耕輔 今村雅弘 保坂武 古川禎久 森山裕 藤井孝男 松下忠洋 小泉龍司 森岡正宏 小西理 八代英太 | 村井仁 熊代昭彦 小渕優子 斉藤斗志二      | －         | －       | －                  | 岩永浩美 河合常則 田村公平 吉村剛太郎                               | 北岡秀二 野村哲郎                   |
| 伊吹派 （亀井派） | －                                  | 平沼赳夫 古屋圭司 江藤拓 武田良太 衛藤晟一 松宮勲 山下貴史 川上義博                          | 能勢和子 柳本卓治                        | －         | 亀井郁夫 | 中川義雄 中曽根弘文 | 秋元司 魚住汎英 大野つや子 狩野安 柏村武昭 倉田寛之 後藤博子 桜井新 | －                                  |
| 旧堀内派          | －                                  | 堀内光雄 左藤章 田中英夫                                                                     | 北村直人 近藤基彦 望月義夫 福井照 古賀誠 | －         | －       | 田中直紀            | 田浦直 真鍋賢二                                                     | 荒井正吾 松山政司 大仁田厚 水落敏栄 |
| 山崎派            | －                                  | 自見庄三郎                                                                                   | 渡辺具能 野田毅                          | －         | －       | －                  | －                                                                  | 山内俊夫                            |
| 森派              | －                                  | 城内実                                                                                       | －                                       | －         | －       | －                  | －                                                                  | －                                  |
| 河野グループ      | －                                  | －                                                                                           | －                                       | －         | －       | －                  | －                                                                  | 浅野勝人                            |
| 高村派            | －                                  | －                                                                                           | 高村正彦                                 | －         | －       | －                  | －                                                                  | －                                  |
| 無派閥            | －                                  | 山口俊一 野田聖子                                                                            | 梶山弘志                                 | －         | －       | －                  | 鴻池祥肇 二之湯智                                                   | －                                  |

注：自民党の公認が得られなかったために無所属として立候補をした場合は衆議院解散前の所属派閥とした。